# 山本広
山本 広（やまもと ひろし、1925年2月15日 - 1993年8月27日）は、日本のヤクザ、暴力団・一和会会長、三代目山口組組長代行。通称は山広（やまひろ）。

## 生い立ち
兵庫県津名郡都志村（現：洲本市五色町都志）で出口千代吉の三男として生まれる。 2歳の時、姉の嫁ぎ先に養子に出て、以降「山本」姓を名乗る。 神戸市兵庫区の兵庫高等小学校を卒業後、一時工員として働いたが、1942年、海軍へ徴兵され、南方方面を転戦して海軍一等兵曹となって1947年に復員した。

## 山口組直参以前
復員後、尼崎市の土建業・白石組（白石幸吉）の若衆となり、暫く白石の下で土木業務や神戸港の港湾荷役業務などに従事し、次第に頭角を現し、実績を出していった。白石が三代目山口組組長・田岡一雄の舎弟だったことから、1956年に山口組本家の若衆として直参に昇格した。

## 山口組若頭補佐時代
翌年の1957年には早くも山口組若頭補佐の要職に就いたが、1959年に自身で山広組を結成するにあたり、1960年、一旦若頭補佐を退任した。1961年には明友会事件に絡んで懲役2年の実刑で収監された。出所後の1964年には再び若頭補佐として山口組に復帰した。組内では極めて真面目で温厚な人物と評価されていた。山広組は最盛期には200人を抱え、主に金融や債権取立てをシノギとしていた。
1971年には若頭・梶原清晴（梶原組組長）の死を受けて行われた若頭選挙に立候補し、得票では勝利したが、田岡の意向により断念して山健組組長・山本健一に その座を譲った。その後、菅谷政雄等の失脚により、若頭に次ぐ組内ナンバー3の地位にあたる筆頭若頭補佐に昇格。1981年7月23日に田岡、1982年2月4日に山本健一が相次いで死去すると、山口組内随一の実力者として、1982年6月に組長代行に就任した。

## 山口組4代目争いと山一抗争
山本は組長に就任するつもりだったが、田岡の妻である田岡文子の強い意向で、1984年6月5日に若頭・竹中正久（竹中組組長）が四代目山口組組長に就任した。これに反発する山広派は同年6月13日に山口組を離脱、「一和会」を結成し、対立が決定的となった（山一抗争）。
一和会の勢力は当初優勢だったものの、山口組の切り崩しの前に次第に弱体化していった。そのような状況の中、一和会系組員が1985年1月26日に竹中らを銃撃して殺害し、抗争の激化を招いた。結果として山一抗争では山口組側に死者8人、負傷者17人、一和会側に死者17人、負傷者49人を出した。一和会は山口組の攻勢の前に離脱者が相次ぎ、山本も遂に引退を決意し、1989年3月19日に一和会を解散した。同年3月30日、山本自身が稲川会本部長・稲川裕紘に付き添われて山口組本家を訪れ謝罪。 こうして山一抗争は終結した。
その後は神戸で生活したが、1993年8月27日に病院で死去した。

## 年表
- 山広組初代組長（1958年 - 1984年）
- 三代目山口組白石組若衆（1947年 - 1956年）
- 三代目山口組若衆（1956年 - 1957年・1960年 - 1964年）
- 三代目山口組若頭補佐（1957年 - 1960年・1964年 - 1982年）
- 三代目山口組組長代行（1982年 - 1984年）
- 一和会会長（1984年 - 1989年）

## 演じた俳優
映画・オリジナルビデオ
- 『山口組外伝 九州進攻作戦』（1974年、東映）演：津川雅彦
- 『激動の1750日』（1990年、東映）演：夏八木勲
- 『実録・竹中正久の生涯 荒らぶる獅子』（2001年、GPミュージアム）、演：荒木しげる
- 『実録・史上最大の抗争 義絶状』（2002年、GPミュージアム）演：草刈正雄
- 『修羅の群れ 第三部』（2002年、GPミュージアム）演：岡崎二朗
- 『武闘派極道史 竹中組 組長邸襲撃事件』（2005年、GPミュージアムソフト）演：岡崎二朗